# قطعنامه ۱۳۹۱ شورای امنیت
قطعنامه ۱۳۹۱ شورای امنیت سازمان ملل متحد که در تاریخ ۲۸ ژانویه ۲۰۰۲ تصویب شد، سندی بین‌المللی دربارهٔ بررسی وضعیت خاورمیانه است. این قطعنامه طی نشست ۴۴۵۸ام با ۱۵ رای موافق، ۰ مخالف و ۰ ممتنع تصویب شد.